# Thionia parana
Thionia parana är en insektsart som beskrevs av Ernst Evald Bergroth 1910. Thionia parana ingår i släktet Thionia och familjen sköldstritar. Inga underarter finns listade i Catalogue of Life.